# Polonaise (Kleid)
Als Polonaise (auch Robe à la polonaise, französisch für „Kleid im polnischen Stil“) wurden verschiedene Stile von Frauenkleidern bezeichnet. 

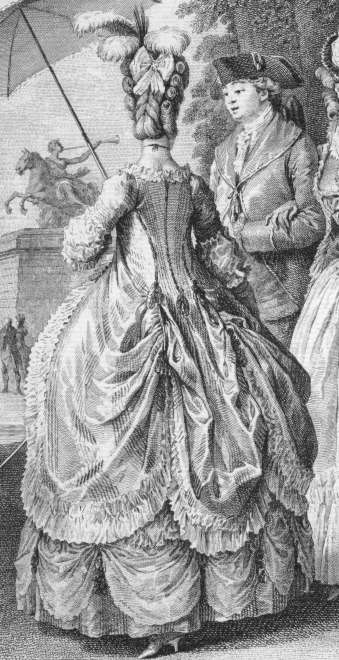
Robe à la polonaise, 1770er Jahre

## Erste Polonaise (ca. 1772–1780)
Das älteste ist eine Abwandlung der Robe à l’anglaise, die sich von jener dadurch unterscheidet, dass der Kleidrock hinten mit Hilfe zweier Schnüre oder Bänder hochgerafft wird. Meist wurden die Bänder innen an der Taillenline befestigt und durch innen am Rock angebrachte Schlaufen gezogen, so dass die Raffung durch Kürzen oder Verlängern der Bänder verstärkt oder abgeschwächt werden konnte. Es gibt daneben Exemplare, bei denen die Schnüre mit dem einen Ende außen, mit dem anderen innen an der Taillenline befestigt sind. In diesem Fall ist keine Höhenverstellung möglich. Die Raffung an zwei Stellen bewirkt eine optische Dreiteilung des Rockes, die für die Namensgebung verantwortlich sein soll, da 1772, als die Polonaise in Mode kam, die Teilungen Polens begannen. Die rückwärtige Aufbauschung des Rockes wurde zum Teil durch eine Cul de Paris genannte Auspolsterung betont.

## Zweite Polonaise (ca. 1794–96)
Ende 1794 kam eine Kleidform in Mode, die mit der vorigen Polonaise nur den Namen gemeinsam hatte. Das Kleid fällt ohne Stützen oder Raffungen glatt herab, ist vorn weit geöffnet und wird durch einen gürtelartigen Einsatz 
vorn ein wenig oberhalb der natürlichen Taille zusammengehalten. Die Ärmel sind lang, eng und reichen bis zum Handgelenk. Da diese Polonaise vorn offen ist, musste darunter ein anderes Kleid getragen werden. Der Ausschnitt wurde durch ein hochgebauschtes Fichu verdeckt.

## Dritte Polonaise (ca. 1870–80)
Zur Zeit der ersten Tournüre in den 1870ern wurden, ähnlich wie zur Zeit der ersten Polonaise, die Röcke hinten aufgebauscht und gerafft. Man sprach von einer Rückkehr des Cul de Paris und bezeichnete bestimmte, der ersten Polonaise ähnliche Arten der Raffung als Polonaise.